# Vstop Srbije v Evropsko unijo
Vstop Srbije v Evropsko unijo je proces pridruževanja Republike Srbije v Evropsko unijo. Od leta 2012 je država tudi uradna kandidatka za pristop. 

## Postopek
8. novembra 2007 sta EU in Srbija parafirali sporazum o stabilizaciji in pridruževanju Srbije. Eden ključnih pogojev, ki jih je EU pri podpisu zahtevala od Srbije, je sodelovanje z Mednarodnim sodiščem za vojne zločine na območju nekdanje Jugoslavije v nizozemskem Haagu ter aretacija in izročitev obtožencev sodišču. Uradno je Republika Srbija prošnjo za članstvo v Evropski uniji podala 19. decembra 2009. 25. oktobra 2010 je Evropski svet Evropsko komisijo pozval, da se izreče o primernosti Srbije za nadaljnje postopke. Čez eno leto je Komsija podala pozitivno mnjenje za dodelitev statusa države kandidatke. Evropski svet je s koncem leta 2011 preveril zavezanost in napredek Srbije na raznih področjih. Mnogi evropski voditelji, med njimi nemška kanclerka Angela Merkel, so bili skeptični do izpolnjenih obljub Srbije, sploh na področju odnosov s Kosovom. 1. marca 2012 je Srbija tudi uradno postala kandidatka za članstvo v Evropski uniji.

### Pristopna pogajanja
Evropski svet je naz zasedanju 27. in 28. junija 2013 sklenil, da se bodo pristopna pogajanja s Srbijo pričela najkasneje januarja 2014. 22, julija 2013 je bil sprejet Stabilizacijsko-pridružitveni sporazum, veljati pa je začel s 1. septembrom istega leta. 17. decembra 2013 sta EU in Srbija sprejela dogovor o okviru za pogajanja s Srbijo. 
Prva seja pristopne konference je potekala 21. januarja 2014, do danes pa se jih je zvrstilo devet. Svet za splošne zadeve je 26. junija 2018 sprejel sklepe o širitveni politiki EU, ki vključuje Srbijo.
Poročevalec Evropskega parlamenta za Srbijo je bil več let slovenski evroposlanec Jelko Kacin.
| Uradno podana prošnja za članstvo | Dodelitev statusa kandidatke | Začetek pristopnih pogajanj | Vstop v Evropsko unijo | Sprejem Evra    |
| --------------------------------- | ---------------------------- | --------------------------- | ---------------------- | --------------- |
| 19. december 2009                 | 1. marec 2012                | januar 2014                 | Še ni znano ...        | Še ni znano ... |

## Primerjava med Srbijo in EU
|                               | Srbija                                     | Srbija                                     | Evropska unija                             | Evropska unija                             |
| Vodstvo                       | Predsednik države                          | Predsednik vlade                           | Predsednik Evropskega sveta                | Predsednik Evropske komisije               |
| ----------------------------- | ------------------------------------------ | ------------------------------------------ | ------------------------------------------ | ------------------------------------------ |
| Vodstvo                       |                                            |                                            |                                            |                                            |
| Vodstvo                       | Aleksandar Vučić                           | Ana Brnabić                                | Charles Michel                             | Ursula von der Leyen                       |
| Velikost (km2)                | 88.361 (s Kosovom) \| 77.474 (brez Kosova) | 88.361 (s Kosovom) \| 77.474 (brez Kosova) | 4.324.782                                  | 4.324.782                                  |
| Število prebivalcev           | 6,963,764 (2019)                           | 6,963,764 (2019)                           | 513,481,691 (2019)                         | 513,481,691 (2019)                         |
| Nominalni BDP (v milijonih $) | 52.424                                     | 52.424                                     | 18.495.349                                 | 18.495.349                                 |
| Valuta                        | Srbski dinar                               | Srbski dinar                               | Evro in valute nekaterih posameznih članic | Evro in valute nekaterih posameznih članic |